# Daishen Nix
Daishen Nix, né le 3 février 2002 à Fairbanks en Alaska, est un joueur américain de basket-ball évoluant au poste de meneur et mesurant 1,91 m.

## Biographie

### NBA G League Ignite (2021)
Daishen Nix choisit de ne pas aller à l'université, il joue une saison en NBA Gatorade League avec le NBA G League Ignite avec notamment deux autres espoirs de la draft 2021 de la NBA, Jalen Green et Jonathan Kuminga. Son équipe est éliminée en quart de finale.

### Rockets de Houston (2021-2023)
Bien que non drafté, il signe le 16 octobre 2021 un contrat two-way en faveur des Rockets de Houston. En février 2022, il est prolongé via un contrat standard de quatre saisons. Il est coupé le 28 juin 2023.

### Timberwolves du Minnesota (2023-janvier 2025)
En octobre 2023, Nix signe un contrat two-way avec les Timberwolves du Minnesota.
En juillet 2024, il signe un nouveau contrat two-way avec les Wolves. Nix ne joue que 3 matches avec les Timberwolves avant de se blesser. Il est coupé début janvier 2025.

### Kings de Sacramento (février 2025)
En février 2025, il signe un contrat de 10 jours avec les Kings de Sacramento, mais ne jouera pas avec la franchise.

## Statistiques

### NBA

#### Saison régulière
Les statistiques de Daishen Nix en matchs de NBA sont les suivantes :
| Saison    | Équipe             | Matchs | Titul. | Min./m | % Tir | % 3pts | % LF | Rbds/m. | Pass/m. | Int/m. | Ctr/m. | Pts/m. |
| --------- | ------------------ | ------ | ------ | ------ | ----- | ------ | ---- | ------- | ------- | ------ | ------ | ------ |
| 2021–2022 | Rockets de Houston | 24     | 0      | 10,9   | 40,3  | 26,9   | 53,3 | 1,38    | 1,67    | 0,62   | 0,00   | 3,21   |
| Carrière  | Carrière           | 24     | 0      | 10,9   | 40,3  | 26,9   | 53,3 | 1,38    | 1,67    | 0,62   | 0,00   | 3,21   |

### NBA G League

#### Saison régulière
Les statistiques de Daishen Nix en matchs de G League sont les suivantes :
| Saison    | Équipe                      | Matchs | Titul. | Min./m | % Tir | % 3pts | % LF | Rbds/m. | Pass/m. | Int/m. | Ctr/m. | Pts/m. |
| --------- | --------------------------- | ------ | ------ | ------ | ----- | ------ | ---- | ------- | ------- | ------ | ------ | ------ |
| 2020–2021 | NBA G League Ignite         | 15     | 2      | 26,5   | 38,4  | 17,6   | 71,4 | 5,33    | 5,27    | 1,00   | 0,20   | 8,80   |
| 2021–2022 | Vipers de Rio Grande Valley | 18     | 18     | 34,2   | 48,6  | 40,0   | 59,2 | 5,94    | 7,67    | 2,00   | 0,61   | 20,61  |
| Carrière  | Carrière                    | 33     | 20     | 30,7   | 45,4  | 33,0   | 62,5 | 5,67    | 6,58    | 1,55   | 0,42   | 15,24  |

#### Playoffs
| Saison    | Équipe              | Matchs | Titul. | Min./m | % Tir | % 3pts | % LF | Rbds/m. | Pass/m. | Int/m. | Ctr/m. | Pts/m. |
| --------- | ------------------- | ------ | ------ | ------ | ----- | ------ | ---- | ------- | ------- | ------ | ------ | ------ |
| 2020–2021 | NBA G League Ignite | 1      | 1      | 29,3   | 62,5  | 100,0  | –    | 3,00    | 3,00    | 1,00   | 0,00   | 11,00  |
| Carrière  | Carrière            | 1      | 1      | 29,3   | 62,5  | 100,0  | –    | 3,00    | 3,00    | 1,00   | 0,00   | 11,00  |

## Records sur une rencontre en NBA
Les records personnels de Daishen Nix en NBA sont les suivants, :
| Type de statistique        | Saison régulière | Saison régulière          | Saison régulière |
| Type de statistique        | Record           | Adversaire                | Date             |
| -------------------------- | ---------------- | ------------------------- | ---------------- |
| Points                     | 13               | Nuggets de Denver         | 1er janvier 2022 |
| Paniers marqués            | 5                | 2 fois                    | 2 fois           |
| Paniers tentés             | 13               | Raptors de Toronto        | 3 février 2023   |
| Paniers à 3 points réussis | 4                | Clippers de Los Angeles   | 2 novembre 2022  |
| Paniers à 3 points tentés  | 7                | Raptors de Toronto        | 3 février 2023   |
| Lancers francs réussis     | 4                | @ Spurs de San Antonio    | 8 décembre 2022  |
| Lancers francs tentés      | 4                | 5 fois                    | 5 fois           |
| Rebonds offensifs          | 2                | 3 fois                    | 3 fois           |
| Rebonds défensifs          | 7                | Thunder d'Oklahoma City   | 1er février 2023 |
| Rebonds totaux             | 7                | Thunder d'Oklahoma City   | 1er février 2023 |
| Passes décisives           | 9                | Spurs de San Antonio      | 19 décembre 2022 |
| Interceptions              | 3                | 3 fois                    | 3 fois           |
| Contres                    | 2                | 2 fois                    | 2 fois           |
| Balles perdues             | 4                | 4 fois                    | 4 fois           |
| Minutes jouées             | 36               | @ Clippers de Los Angeles | 15 janvier 2023  |

- Double-double : 0
- Triple-double : 0

Dernière mise à jour : 3 février 2023

## Distinctions personnelles
- McDonald's All-American (2020)